# Leptoneta alpica
Leptoneta alpica är en spindelart som beskrevs av Simon 1882. Leptoneta alpica ingår i släktet Leptoneta och familjen Leptonetidae.
Artens utbredningsområde är Frankrike. Inga underarter finns listade i Catalogue of Life.